# Філіпп Ферстер
Філіпп Ферстер (нім. Philipp Förster, нар. 4 лютого 1995, Бреттен, Німеччина) — німецький футболіст, атакувальний півзахисник клубу «Дармштадт 98».

## Ігрова кар'єра
Філіпп Ферстер народився у містечку Бреттен і є вихованцем клубу «Штутгарт». У 2014 році свою футбольну кар'єру на професійному рівні Ферстер починав у клубі Регіональної ліги — «Вальдгоф», де відіграв два сезони. Після чого футболіста запросив до складу клуб Другої Бундесліги «Нюрнберг». Але в першій команді Ферстер так і не зіграв жодного матчу, переважно граючи у дублі «Нюрнберга».
Влітку 2017 року Ферстер підписав трирічний контракт з іншим клубом Другої Бундесліги — «Зандгаузеном». У клубі він регулярно грав в основі до літа 2019 року. Коли «Штутгарт» запропонував півзахиснику контракт на чотири роки. За результатами сезону 2019/20 Ферстер разом з новим клубом виграв підвищення до Бундесліги.
23 вересня 2024 року перейшов у «Дармштадт 98».